# Hueknutu
Hueknutu is een bestuurslaag in het regentschap Kupang van de provincie Oost-Nusa Tenggara, Indonesië. Hueknutu telt 2036 inwoners (volkstelling 2010).